# Стенкіль (король Швеції)

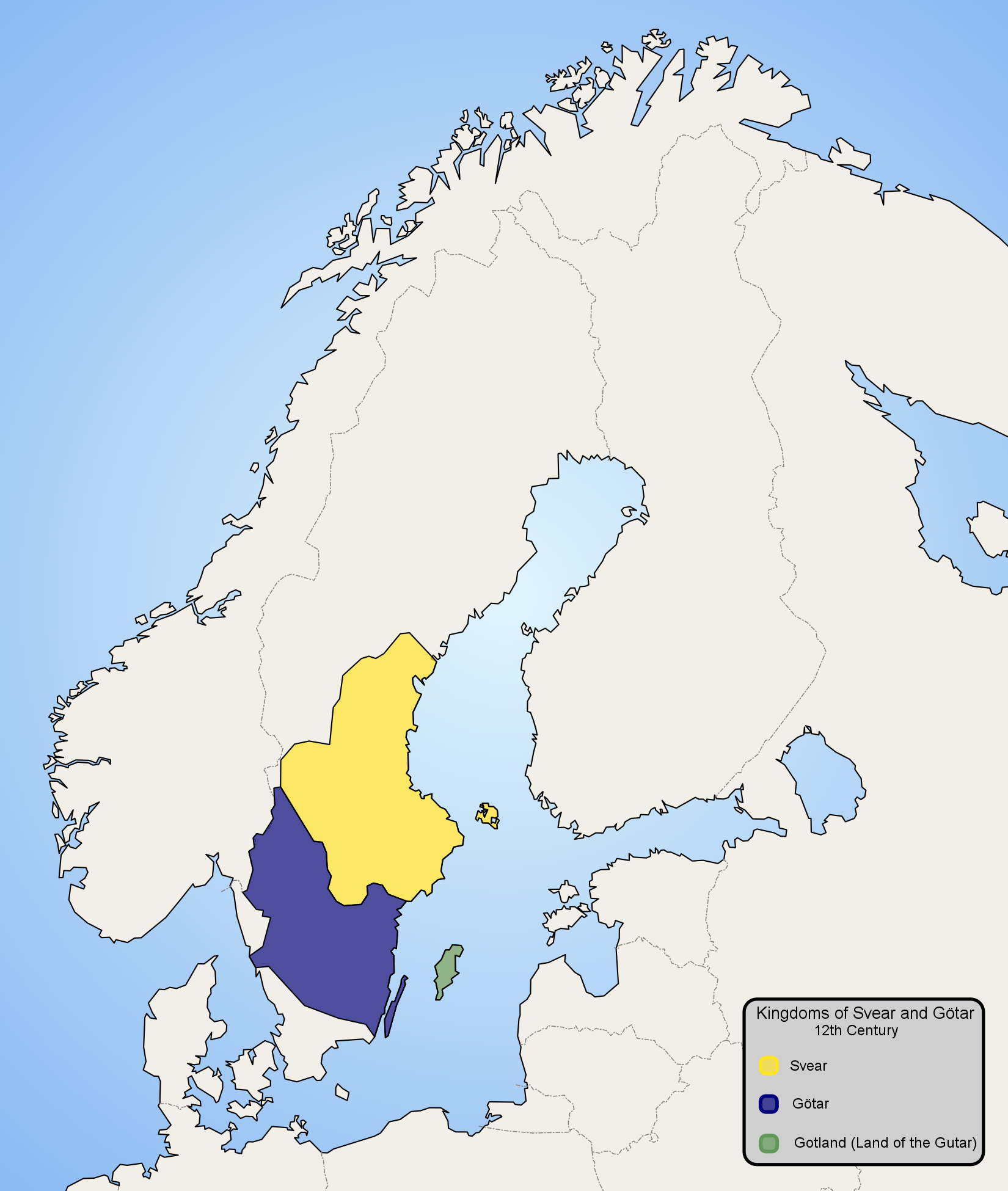
Швеція за часів короля Стенкіль (жовтим кольором зображено Свеаланд, синім — Геталанд)

Стенкіль Рагнвальдссон (1030—1066) — король Швеції з 1060 до 1066.

## Біографія
Був сином Рагнвальда, ярла Геталанда, та Астрід, що напевне походила з гетської знаті. Стенкіль ймовірно народився, а потім й керував частиною Геталанда — Вестергетландом.
На той час Швеція фактично була своєрідною федерацією, що складалася зі Свеаланда та Геталанда. Після підкорення Геталанда королем Свеаланда — Улофом II — гетська знать зуміла зберегти свої привілеї, а сама область була напівнезалежною. До того ж у політиці християнізації країни гети підтримували короля Улофа.
Тому родинні зв'язки Стенкіля з ярлами Геталанда й іншими представниками гетської знаті допомогли йому здобути первісне значення в Геталанді. Недивно, що король Емунд, син Улофа II, уклав шлюб між своєю донькою — Інгамогер — зі Стенкілем Геталандським. При цьому він став ярлом Свеаланда.
У підсумку Стенкіль отримав права на трон усієї Швеції та в 1060 році після смерті короля Емунда на тінзі Упланда Стенкіля обрали новим королем Швеції.
Ставши королем, Стенкіль продовжував політику своїх попередників з мирної та поступової християнизації держави. Він відкинув ідею насильницького впровадження нової віри, оскільки боявся повстання свейської знаті, яка здебільшого була поганською. За часів Стенкіля засновано перший монастир у Швеції у столиці Сігтуні.
Головним завдання Стенкіля було зміцнення своєї влади та збереження на шведському трону гетської династії. При ньому Геталанд та Свеаланд зберегли свої права й залишилися фактично напівнезалежними областями. Стенкілю доводилося враховувати вплив гетської (християнської) знаті та свейської (поганської) знаті. При цьому Стенкіль намагався перебувати в Гетеланді. Тут він помер і його поховали в Левені (Вестергеталанд).

## Родина
Дружина — Інгамогер, донька Емунда III Старого, короля Швеції.
Діти:
- Ерік (д/н-1067)
- Гальстен (1050—1084)
- Інге (д/н-1110)
- 2 бастарди